# Log pod Mangartom
Log pod Mangartom é uma vila localizada no município de Bovec na Eslovênia. Possuía uma população estimada de 133 habitantes em 2020.